# G.I.

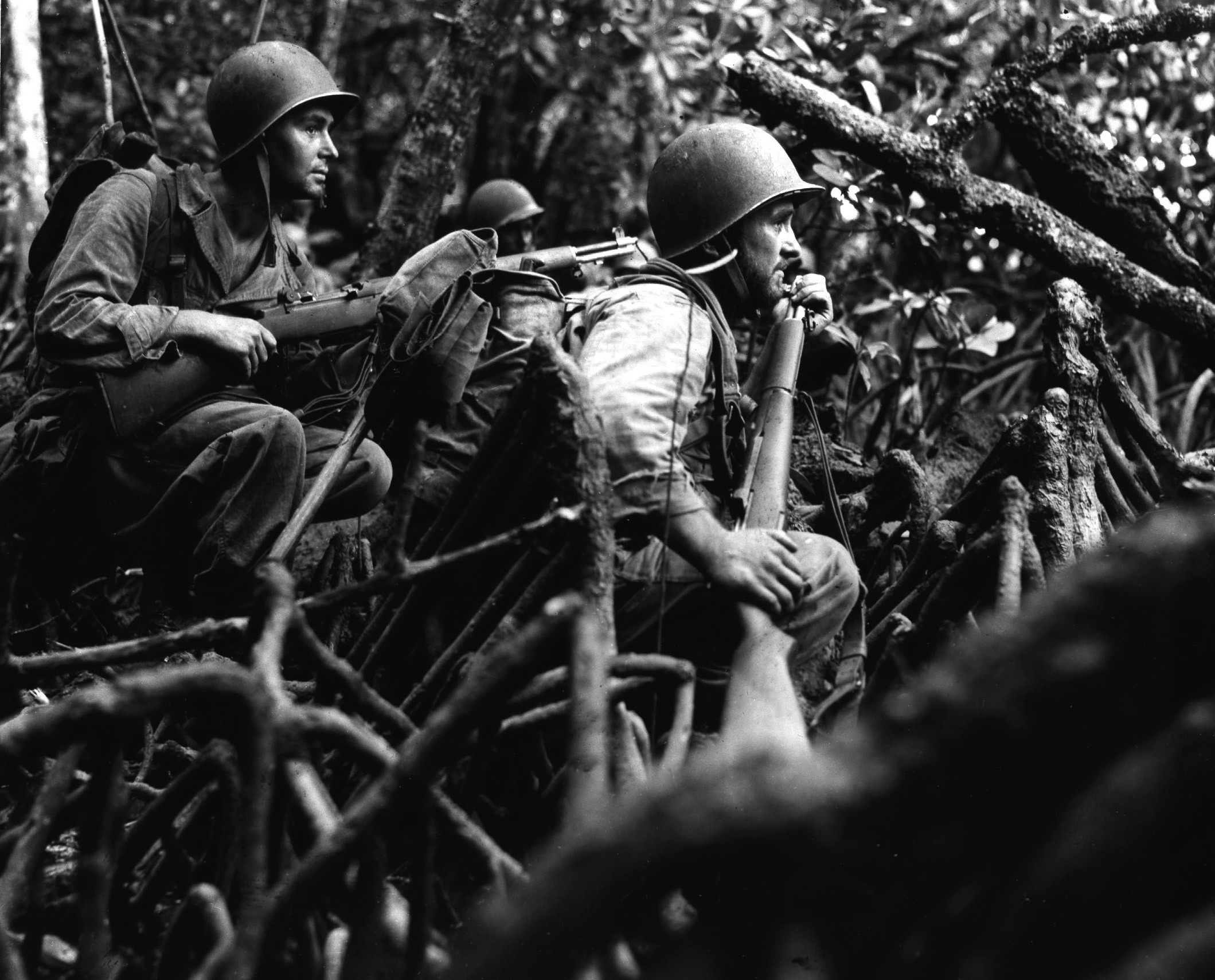
Soldados G.I. da 25ª Divisão de Infantaria na selva de Vella Lavella durante a Operação Cartwheel (13 de setembro de 1943).

G.I. são iniciais usadas para descrever os soldados do Exército dos Estados Unidos e da Força Aérea dos Estados Unidos e itens gerais de seus equipamentos. O termo se originou na Primeira Guerra Mundial, quando muitos dos equipamentos emitidos pelo governo tinham o carimbo "G.I.", o que significa que eram feitos de ferro galvanizado. GI tem sido usado como um acrônimo de "General Infantry", "Government Issue", "General Issue", "Ground Infantry" e "Gunnery Instructor". Foi utilizado pelos serviços de logística das Forças Armadas dos Estados Unidos.
Durante a Primeira Guerra Mundial, os soldados americanos ironicamente se referiam aos obuses de artilharia alemã como "latas GI". Também durante essa guerra, "GI" passou a ser interpretado como "Emissão do Governo" ou "Emissão Geral" para os equipamentos gerais de soldados. O termo "GI" tornou-se amplamente utilizado nos Estados Unidos com o início do Sistema de Serviço Seletivo ("o draft") em 1940, estendendo-se até 1941. Substituiu gradualmente o termo "Doughboy" que foi usado na Primeira Guerra Mundial e o uso de "GI" se expandiu de 1942 a 1945. O general cinco estrelas americano Dwight D. Eisenhower disse em 1945 que "a figura verdadeiramente heróica desta guerra [é o] GI Joe e sua contraparte no ar, na marinha e na marinha mercante de cada uma das Nações Unidas".
"GI" também foi usado como adjetivo para qualquer coisa relacionada ao Exército dos EUA ou às Forças Aéreas do Exército.
They Call Me Joe foi uma série de dramas de rádio que foi ao ar em 1944. Cada episódio focava em um soldado americano fictício diferente. Um soldado de origem nacional ou étnica diferente foi selecionado para cada episódio, mas sempre foi identificado como um GI chamado Joe. A série pretendia encorajar os americanos de várias origens a cooperar para vencer a Segunda Guerra Mundial. Foi produzido pela NBC University of the Air, que também produziu a série The World's Great Novels. A série durou doze semanas e foi ao ar na NBC Radio Network e na Armed Forces Radio Network.
"GI Joe", uma coleção de bonecos de ação, foi introduzida pela Hasbro em 1964. Seu nome vem do termo usado para descrever os soldados durante a guerra.
Na linguagem militar britânica e nas forças armadas modeladas nas tradições militares britânicas, GI refere-se a um Instrutor de Artilharia (geralmente um NCO responsável por iniciar e treinar recrutas).